# Felső-kiskunsági-tavak
A Solti-síkságon, zömében Fülöpszállás és Szabadszállás határában elterülő Kiskunsági Nemzeti Park védett törzsterületei a Felső-kiskunsági-tavak. Sok apró, időszakos tavacska mellett 4 nyílt vízfelülettel is bíró szikes tóból (Büdös-szék, Zab-szék, Kelemen-szék, Böddi-szék) és 3 nagyobb nádasból (Szántó-szék, Kis-rét, Fehér-szék) áll össze. Ezek zöme nagyon sekély időszakos víz, nem is igazán nevezhetők tónak, inkább a tengerparti süppedékes ökoszisztémákkal rokon vizenyős területek. Ez a Duna–Tisza köze legnagyobb kiterjedésű szikes tórendszere. Az itt megőrzött kiskunsági szikes süppedékek, szikes tavak, szikes mocsarak és szikes rétek víztani és természetvédelmi szempontból a pannon biogeográfiai régió kontinentális szikes tavi ökoszisztémájának felbecsülhetetlen értékei.
A terület otthont biztosít fontos növényi társulásoknak és endemikus növényeknek mint pl. a pozsgás őszirózsa.
A kiskunsági szikes tavak madártani szempontból kiemelt jelentőségű vizes élőhelyek (ramszari területek). A tavak parti zónájában költ a gulipán és a küszvágó csér. Késő ősszel és kora tavasszal a madárvonulások idején a piroslábú cankók és a  kormos cankók vonuló csapatai is hosszabb pihenőt tartanak itt. A mocsarak és csatornák nádasaiban költ a nyári lúd, a búbos vöcsök, a barna rétihéja és sok nádi énekesmadár.
A Kelemen-széket az 52-es Solt – Kecskemét főútvonal mellett található Borda tanyától induló Cankó tanösvényen érdemes megtekinteni. A tanösvény végén levő madárlesből minden évszakban megfigyelhetők a gyepeken, vagy a sekély vizű tó vizén a madarak. A Kelemen-szék mesterséges szigetein csérek és sirályok  (dankasirály és szerecsensirály) költenek.